# 布蘭登堡的厄德穆特
布蘭登堡的厄德穆特（德語：Erdmuthe von Brandenburg，1561年6月26日—1623年11月13日），波美拉尼亞公爵夫人，布蘭登堡選侯約翰·格奧爾格的女兒。
1577年，厄德穆特與波美拉尼亞公爵揚·費德里克結婚，兩人沒有子女。

## 外部鏈接
- women in power in the period 1600-1640 (in English) （页面存档备份，存于）